# Melanargia pedenereine
Melanargia pedenereine är en fjärilsart som beskrevs av Ruggero Verity 1953. Melanargia pedenereine ingår i släktet Melanargia och familjen praktfjärilar. Inga underarter finns listade i Catalogue of Life.